# Bédoin
Bédoin – miejscowość i gmina we Francji, w regionie Prowansja-Alpy-Lazurowe Wybrzeże, w departamencie Vaucluse.
Według danych na rok 1990 gminę zamieszkiwało 2215 osób, a gęstość zaludnienia wynosiła 24 osoby/km² (wśród 963 gmin regionu Prowansja-Alpy-W. Lazurowe Bédoin plasuje się na 252. miejscu pod względem liczby ludności, natomiast pod względem powierzchni na miejscu 44.).